# Miejskie Nowiny
Miejskie Nowiny – kolonia w Polsce, położona w województwie podlaskim, w powiecie sokólskim, w gminie Sokółka.
| SIMC    | Nazwa   | Rodzaj  |
| ------- | ------- | ------- |
| 0040382 | Nowinka | kolonia |

W latach 1975–1998 kolonia administracyjnie należała do województwa białostockiego.
W kolonii znajduje się zabytkowe grodzisko wczesnośredniowieczne.
Wierni kościoła rzymskokatolickiego należą do parafii Wniebowzięcia Najświętszej Maryi Panny w Sokółce.